# Xã Ohio, Quận Madison, Iowa
Xã Ohio (tiếng Anh: Ohio Township) là một xã thuộc quận Madison, tiểu bang Iowa, Hoa Kỳ. Năm 2010, dân số của xã này là 962 người.